# Exocentrus densefuscosticticus
Exocentrus densefuscosticticus är en skalbaggsart som beskrevs av Stefan von Breuning 1957. Exocentrus densefuscosticticus ingår i släktet Exocentrus och familjen långhorningar.
Artens utbredningsområde är Kenya. Inga underarter finns listade i Catalogue of Life.